# قانون كلايبر

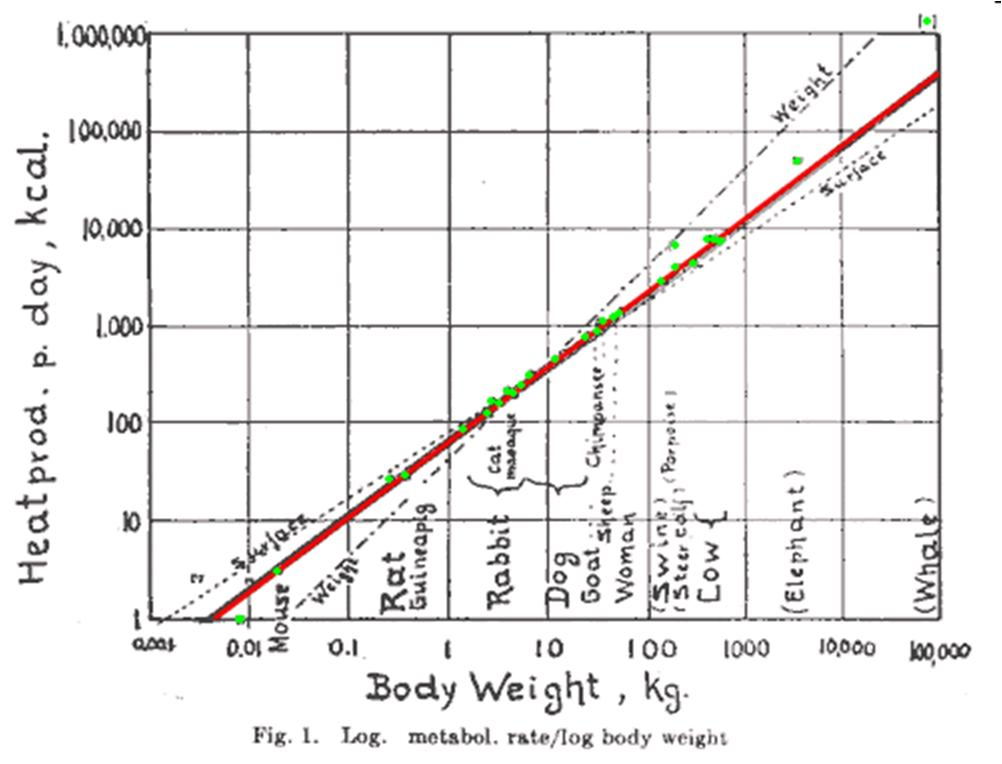
حجم الجسم مقابل معدل الأيض لمجموعة متنوعة من الأنواع. نشرت في كلايبر (1947).

قانون كلايبر, ينسب إلى ماكس كلايبر لعمله في مجال البيولوجيا في أوائل ثلاثينات القرن الماضي ، حيث لاحظ في النسبة العظمي الحيوانات أن معدل أيض الحيوان ينمو بمقدار كتلته مرفوعةً إلى قوة  ¾ . رمزياً: إذا كان q0 هو معدل أيض الحيوان و M كتلة الحيوان، فإن قانون كلايبر ينص على أن  معدل الأيض = M¾. وكمثال فإن القط ، بكتله الأكبر 100 مرة من الفأرة ، فإن عملية التمثيل الغذائي أكبر بما يقارب 32 مرة من الفأر .